# Viaggio avventura

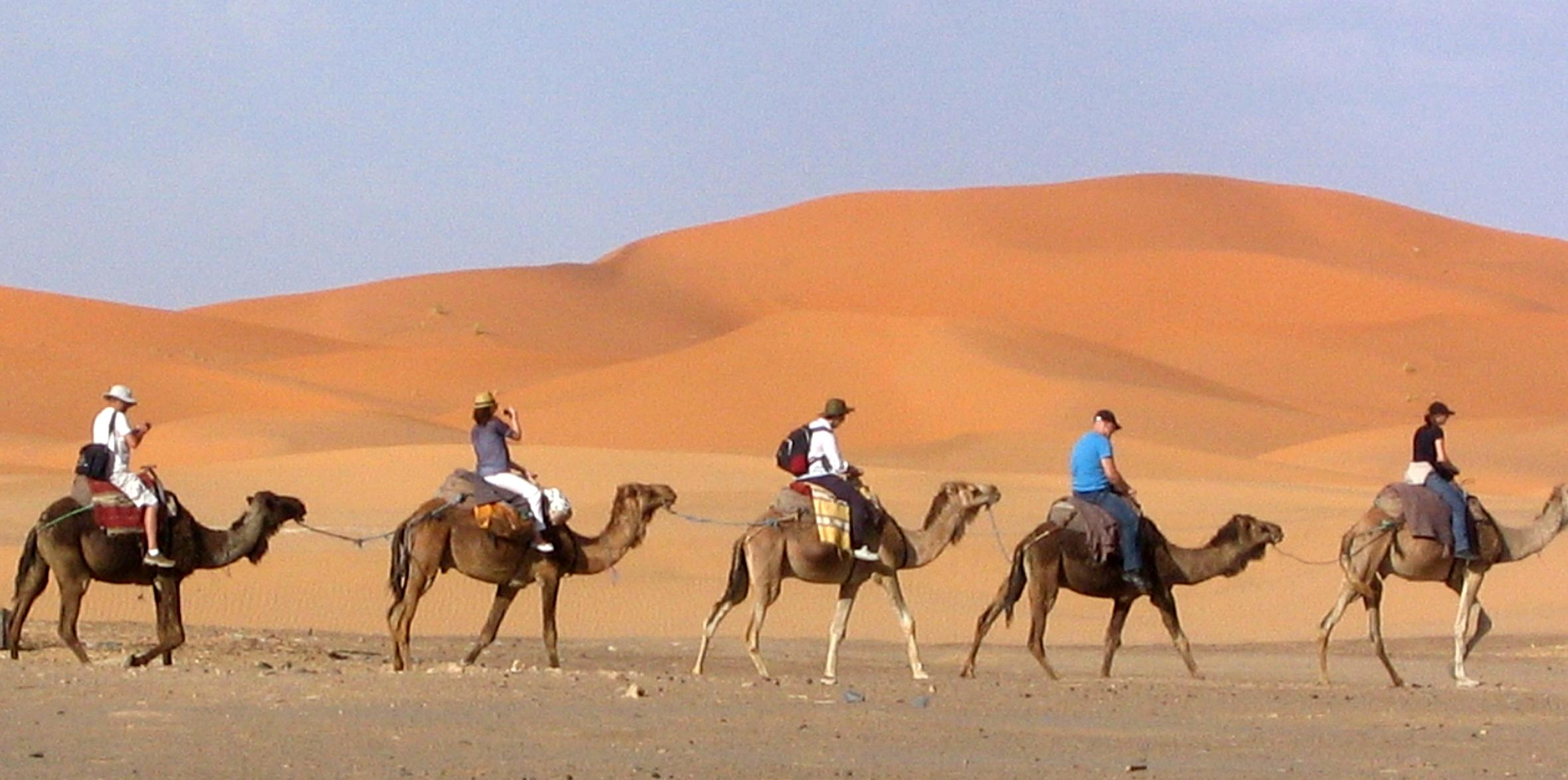
Turisti durante un viaggio avventura nel deserto del Sahara

Il viaggio avventura, vacanza avventura, o turismo d'avventura è un tipo di turismo di nicchia che comporta una serie di rischi e richiede pertanto determinate abilità speciali e un certo grado di preparazione fisica. Il viaggio avventura permette al turista di cimentarsi in attività fisiche, intrattenere scambi culturali, camminare nella natura, o svolgere attività sportive di sorta (alpinismo, trekking, bungee jumping, ciclismo, mountain biking, canottaggio, immersioni subacquee, rafting, kayaking, teleferiche, parapendio, escursionismo, esplorazione, torrentismo, sandboarding, speleologia e arrampicata su roccia).
Esistono diverse forme di turismo avventuroso. Si dice estremo il turismo che include attività considerate particolarmente pericolose, catastrofico quello ambientato in luoghi minacciati per cause naturali o altro, e turismo dei bassifondi quello che prevede delle visite in aree urbane degradate. In alcuni casi, il turismo avventura viene incontro alle esigenze di chi soffre di handicap (turismo accessibile).
I turisti che si cimentano in attività avventurose aspirano a raggiungere stati di euforia o trance agonistica e uscire dalla loro zona di comfort vivendo esperienze che causano in loro un sentimento di shock culturale.
Grazie alla diffusione di tecnologie poco costose come il sistema di posizionamento globale, il flashbacking, le reti sociali e la fotografia, ha contribuito ad aumentare l'interesse per i viaggi avventura.